# Frontière occidentale du comté de Champagne
Au Moyen Âge les frontières entre comtés étaient mal définies et faisaient souvent l'objet de procès pour déterminer lequel des deux plaignants détiendrait le droit de justice sur une portion de territoire dénommée marche. 
C'est le cas de la frontière séparant le domaine royal du comté de Champagne sur une longueur d'une trentaine de kilomètres entre les communes de Maison-Rouge et de Chailly-en-Brie en Seine-et-Marne. Le roi de France et le puissant comte de Champagne étaient en désaccord sur une portion de territoire, une « marche séparante », sur laquelle ils estimaient chacun avoir le droit seigneurial de haute justice.
Pour la châtellenie de Melun, qui dépendait du roi, la limite entre les deux domaines était le Chemin Paré entre Meaux et Sens, sur l'ancienne voie romaine (via Agrippa) qui reliait Rome à Boulogne-sur-Mer. Pour le comte, la limite était une ligne placée plus à l'ouest et qui suivait en partie le cours de l'Yerres et passait approximativement par Hautefeuille, Lumigny, Rozay-en-Brie, Courpalay et Châteaubleau.
Après une enquête minutieuse une sentence fut rendue en juin 1270 par le Parlement de Paris. Elle ne donna pas la préférence à l'un ou à l'autre des tracés indiqués par les gens du roi et par ceux du comte. Elle reconnaissait et ratifiait la légitimité des deux en accordant au roi et au comte le droit de haute justice sur leurs fiefs et arrière-fiefs qui étaient respectivement situés dans la zone ainsi délimitée.
La vie des villageois, qui dépendaient soit du roi soit du comte et qui habitaient dans cette marche séparante, était plus difficile qu'ailleurs.
En 1284, le roi de France Philippe le Bel épousa Jeanne de Navarre, héritière du comté de Champagne et du royaume de Navarre. L'année suivante, le comté de Champagne fut réuni aux domaines de la couronne et les habitants des villages de la marche séparante devinrent tous des sujets du roi de France.

## Sources
Jean Hubert. La frontière occidentale du comté de Champagne du XIe siècle au XIIIe siècle 